# Пам’ятний знак воїнам-землякам, які загинули в роки Другої світової війни (Шманьківчики)
Пам'ятний знак воїнам-землякам, які загинули в роки Другої світової війни в Шманьківчиках — пам'ятка історії місцевого значення в Україні, охоронний номер 821.

## Відомості
Пам'ятник встановлено в 1967 році.